# Wilhelm von Batrun
Wilhelm (II.) von Batrun (frz.: Guillaume de Botroun; † nach 1262) war Herr von Batrun in der Grafschaft Tripolis und Konstabler von Jerusalem.
Er war der zweite Sohn von Isabella von Batrun und deren Gatten Bohemund von Antiochia. Nach seinem Vater wird er vereinzelt auch Wilhelm von Antiochia genannt.
Sein Vater und sein älterer Bruder Johann gerieten in der Schlacht von La Forbie am 18. Oktober 1244 in muslimische Gefangenschaft, in der sie auch verstarben. So übernahm Wilhelm die elterliche Herrschaft Batrun.
1258 wurde er zum Konstabler von Jerusalem ernannt.
1262 vermittelte er als Schlichter zwischen dem Templerorden und dem Hospitaliterorden. Die in diesem Zusammenhang von ihm unterzeichnete Urkunde vom 19. Dezember 1262 ist das letzte Lebenszeichen von ihm. Er starb wenig später.
Er war mit Agnes von Sidon verheiratet, der Tochter des Grafen von Sidon, Balian Garnier. Mit ihr hatte er einen Sohn und Erben:
- Johann († 1277), Herr von Batrun ⚭ Lucie Embriaco von Gibelet.